# W. Michael Blumenthal
Werner Michael Blumenthal (Oranienburg, 3 de janeiro de 1926) é um empresário, economista e político teuto-americano que serviu como o 64º Secretário do Tesouro dos Estados Unidos durante a presidência de Jimmy Carter.
Nascido na República de Weimar em uma família judia, ele escapou da Alemanha Nazista em 1939 e foi forçado a viver durante a Segunda Guerra Mundial até 1946 em um gueto em Xangai, China ocupada pelo Império do Japão. Blumenthal e a família então foram para São Francisco, Estados Unidos, e ele começou a realizar diversos trabalhos para conseguir entrar em uma escola. Ele eventualmente se formou em economia internacional na Universidade da Califórnia em Berkeley e na Universidade de Princeton, estabelecendo uma carreira tanto nos negócios quanto no serviço público.
Blumenthal tornou-se um empresário de sucesso e conseguiu posições administrativas durante as presidências de John F. Kennedy e Lyndon B. Johnson. Ele foi nomeado em 1977 para fazer parte do gabinete do presidente Carter como Secretário do Tesouro, ajudando a guiar várias políticas econômicas e restabelecer negócios com a China. Blumenthal renunciou do cargo em 1979 e tornou-se presidente Burroughs Corporation and Unisys e depois diretor do Museu Judaico de Berlim.